# Station Hednesford
Hednesford is een spoorwegstation van National Rail in Hednesford, Cannock Chase in Engeland. Het station is eigendom van Network Rail en wordt beheerd door West Midland Trains. Het station is geopend in 1989.